# Вітрен

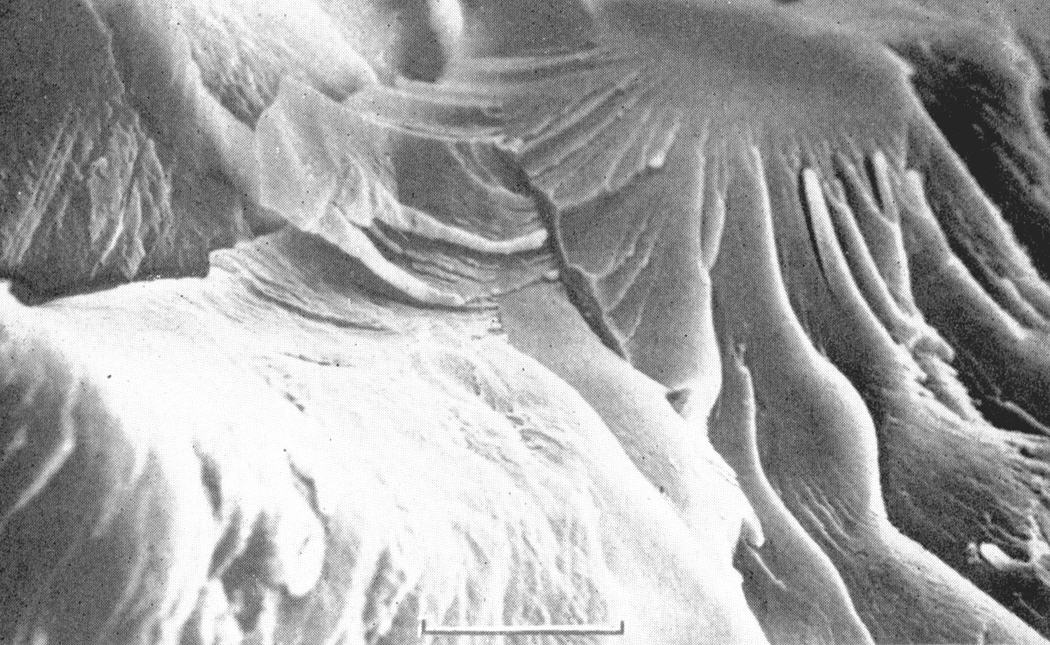
Поверхня сколу вітрену

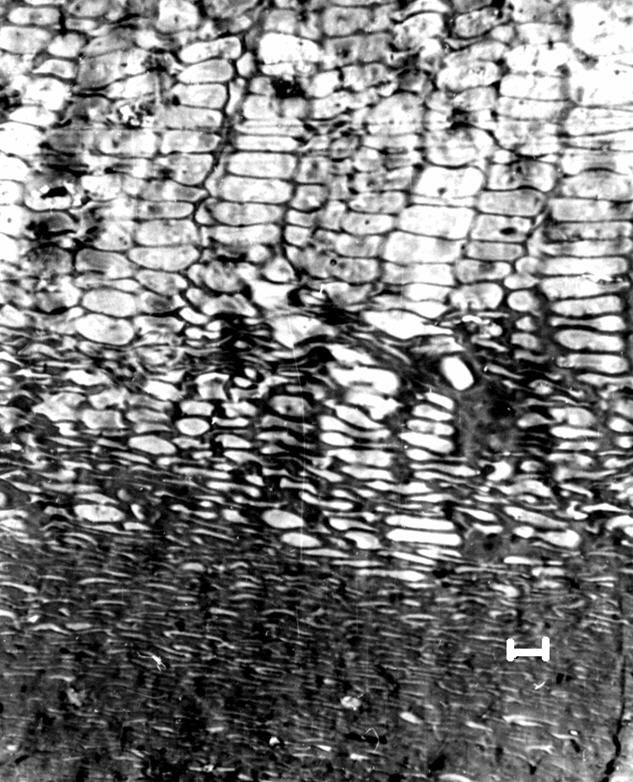
Приклад мікроструктури вітрену: перидерма сигілярії з резинітом (світлий), який заповнює порожнини чарунок у кам'яному вугіллі низької стадії метаморфізму

Вітрен (рос. витрен, англ. vitrain; нім. Vitrit m, Vitrain n) — одна з головних петрографічних складових вугілля викопного. 

## Загальна характеристика
Характеризується чорним кольором, сильним блиском, раковинним і напівраковинним або згладженим зламом, однорідністю структури, вираженою ендогенною тріщинуватістю. Утворюється при зміні лігніно-целюлозних тканин рослин внаслідок розкладання в умовах обводнених торфових боліт при недостатньому доступі кисню. Присутній у вугіллі у вигляді лінз або смуг різної товщини. Вітрен — найменш зольна складова вугілля. Розрізняють вітрен безструктурний — однорідний геліфікований фрагмент з різкими контурами, без ознак клітинної будови рослинних тканин і вітрен структурний — геліфікований фрагмент, який зберіг контури і сліди клітинної будови рослинних тканин. Обидва різновиди належать до мікрокомпонентів групи телініту.